# پرچم دوبروونیک
پرچم دوبروونیک در پذیرفته شد.